# لورا كايتلنجر
لورا كايتلنجر (بالإنجليزية: Laura Kightlinger)‏ هي كاتبة سيناريو وممثلة أمريكية، ولدت في 13 يونيو 1969 في الولايات المتحدة.

## أعمال

### مسلسلات
- ذا ديلي شو

## وصلات خارجية
- لورا كايتلنجر على موقع IMDb (الإنجليزية)
- لورا كايتلنجر على موقع ألو سيني (الفرنسية)
- لورا كايتلنجر على موقع ميوزك برينز (الإنجليزية)
- لورا كايتلنجر على موقع أول موفي (الإنجليزية)
- لورا كايتلنجر على موقع قاعدة بيانات الأفلام السويدية (السويدية)
- لورا كايتلنجر على موقع إن إن دي بي (الإنجليزية)
- لورا كايتلنجر على موقع قاعدة بيانات الفيلم (الإنجليزية)
- لورا كايتلنجر على موقع كينوبويسك (الروسية)